# ディープ・スロート (X-ファイルのエピソード)
「ディープ・スロート」（原題:Deep Throat）は『X-ファイル』のシーズン1第2話で、1993年9月17日にFOXが初めて放送した。本エピソードは「ミソロジー」に属するエピソードである。

## スタッフ
- 監督:ダニエル・サックハイム
- 脚本:クリス・カーター

## キャスト

### レギュラー
- デイヴィッド・ドゥカヴニー - フォックス・モルダー特別捜査官
- ジリアン・アンダーソン - ダナ・スカリー特別捜査官
- ジェリー・ハーディン - ディープ・スロート

### ゲスト
- アンドリュー・ジョンストン - ロバート・ブダハズ大佐
- ガブリエル・ローズ - アニータ・ブダハズ
- マイケル・ブライアン・フレンチ - ポール・モスリンガー
- セス・グリーン - エミル

## ストーリー
アイダホ州南西部のエレンズ空軍基地。軍の警察がロバート・ブダハズ大佐の自宅の捜索に入った。ブダハス大佐は軍用車両を盗み、自宅にバリケードを作って立てこもった。なんとか家に入った警察は、震えている大佐を浴室で発見する。奇妙なことに、大佐の体には吹き出物がたくさんできていたのである。
4か月後、FBIのフォックス・モルダー特別捜査官とダナ・スカリー特別捜査官はワシントンD.C.のバーでブタハズの一件について話し合っていた。モルダーは「ブダハズは新型戦闘機のテストパイロットをしていた。軍警察による捜査以降、軍はブダハズに関するコメントを出していない。FBIもこの事件を調査しようとしないんだ。」とスカリーに説明した。さらに、モルダーは「エレンズ空軍基地に所属する6人のパイロットが失踪しているが、彼らは未確認飛行物体にまつわる陰謀に関与していたと噂されている。」とも言った。バーのトイレで、モルダーは「ディープ・スロート」と名乗る人物からブダハズの事件から手を引くように警告される。ディープ・スロートはモルダーがある勢力の監視下にあると告げその場を立ち去る。モルダーが確認したところ、確かに何者かの監視下に置かれていることが分かった。
モルダーとスカリーはブダハズの妻であるアニータに会うべく、アイダホ州へと向かった。アニータは2人に夫が失踪する前に狂ったような言動をし始めたと明かす。アニータは2人に奇矯なふるまいをし始めたテストパイロットがいると告げ、その妻を紹介した。スカリーは空軍基地の責任者であるキッセル大佐に面会を申し込むが、事件について語ることを拒否された。その後、2人は地元のジャーナリストであるポール・モスリンガーに「UFO晩餐会」と称する夕食会に招かれた。その夕食会の参加者の一人は近くでUFOを数回見たと主張していた。
その夜、2人は空軍基地を訪れた。そこで、2人は戦闘機には不可能と思える動きをする謎の飛行物体を目撃した。そこへ、黒いヘリコプターが接近してきたので、2人は慌てて逃げ出した。しかし、そのヘリコプターは、基地内に不法侵入したティーエイジャーのカップル、エミルとゾーイを捕えるために出てきたものであった。モルダーはエミルとゾーイをディナーに招いた。カップルは空軍基地付近で目撃される発光体がUFOに違いないと2人にと力説した。夕食を終えた2人の前に、黒服の男たちが現われ、2人が撮った証拠写真を破り捨てた。男たちは2人に、町から立ち去るように命令した。しばらくして、ブダハズ大佐が自宅に戻ってきた。ところが、失踪中に何があったのかを思い出せないという。
怒り心頭のモルダーはエミルとゾーイの協力を得て、空軍基地に潜入する。そこでモルダーは三角形状の飛行物体が頭上を通り過ぎるのを目撃した。しかし、兵士たちにつかまり、記憶を改変されてしまった。他方、スカリーはモスリンガーが実は軍の関係者であったこと突き止めた。スカリーはモスリンガーに銃を突き付けて、空軍基地まで行き、モルダーとモスリンガーを交換することに成功した。
真実を明かすことができないまま、2人はワシントンD.C.に戻った。数日後、ジョギング中のモルダーはディープ・スロートに遭遇する。モルダーはディープ・スロートに「彼ら（宇宙人）は地球上にいるのですか。」と尋ねる。それに対し、ディープ・スロートは「彼らは遥か昔から地球にいるんだ」と思わせぶりに答える。

## 背景
ディープ・スロートがモルダーに「真実のなかには、世間に知られてはならないものがある。」と警告したことは、悪事を働く巨大組織に責任を取らせることの困難さを表現している。また、ディープ・スロートの最後のセリフ「彼らは遥か昔から地球にいるんだ」は1980年代のSF映画によって確立されたポスト未来派の流れをくんだセリフである。ポスト未来派はSF映画の主潮流を「宇宙探検」から「陰謀論」に転換させることなった。

## 製作

### プリ・プロダクション
本エピソードはジェリー・ハーディン演じるディープ・スロートの初登場回である。クリス・カーターはウォーターゲート事件の「ディープ・スロート」をモデルにキャラクターを構築したと述べている。カーターがディープ・スロートというキャラクターを登場させたのは、モルダーとスカリーのコンビと陰謀に従事する者たちの間の橋渡し役にするためである。カーターはディープ・スロートを「一般人が存在を知らない政府機関で働く男」と評している。カーターは『ザ・ファーム 法律事務所』でのハーディンの演技を見て以来、彼に関心を持っていた。故に、ハーディンをディープ・スロートにキャスティングするにあたって、カーターは「悩むことなく決定できた」という。カーターは実際にディープ・スロートを演じるハーディンを見て、「非常に良い」と称賛した。
カーターによると、本エピソードを製作している段階では、『X-ファイル』の設定がすべて決まっていたわけではなかったという。本エピソードは一般的にも知られているUFOにまつわる都市伝説からインスパイアされたものである。（地球外生命体の存在を信じる人々は「ネバダ州南部のエリア51とネリス空軍基地は、ロズウェル事件以降、エイリアンの技術を隠し持っている。」と考えている。）なお、本エピソードに登場する「エレンズ空軍基地」という名称は、カーターの大学時代の彼女の名前からとられたものである。
本エピソードに登場する軍の陰謀は、オーロラという戦闘機をアメリカ空軍が極秘に開発しているという都市伝説をモデルとしている。カーターは「オーロラ計画を物語に取り込んだことは、その都市伝説に賛意を示したことになる」と述べている。また、ブダハズという苗字は、カーターの高校時代の同級生からとったものである。
なお、本エピソードではモルダーとスカリーの2人が銃を使うシーンが必要となった。しかし、ドゥカヴニーとアンダーソンは銃を撃ったことも構えたこともなかったので、訓練を受ける必要があった。

### 撮影
モルダーが空軍基地に侵入するシーンは実際の空軍基地で撮影が行われた。カーターは「少ない予算と撮影に使えた時間の短さを考えれば、視覚効果はなかなかの出来ではないか。」と述べている。モルダーの頭上を飛行するUFOは、ディスコのミラーボールの一種をモデルにCGで表現された。なお、カーターはサックハイムの演出に関して、「上手に撮れている。」と高い評価を下している。
夜中のシーンを撮影している最中に太陽が出てきたため、撮影クルーはできる限り暗いシーンを撮影できるようにアングルを工夫した。しかし、モルダーが夜中に空軍基地に潜入するシーンまで撮影し終わることができなかった。そのため、モルダーの潜入シーンは明け方のシーンに変更せざるを得なくなった。
ブダハズ大佐の自宅の外観として用いられたのは、撮影クルーがバンクーバーにやってくる際に利用していた飛行機のキャビン・アテンダントが所有する家であった。また、モルダーとスカリーがバーで話すシーンはバンクーバー市内のレストラン「ミート・マーケット」で撮影された。撮影当時、1986年に開催されたバンクーバー国際交通博覧会の影響で、バンクーバー市内の飲食店は改装し、現代風になった店がほとんどだった。クルーが探すような年季の入った店は「ミート・マーケット」しかなかったという。なお、UFO晩餐会のシーンの撮影場所は他のシーンの撮影場所からかなり離れていた。クルーや機材の輸送費用を抑えるべく、撮影クルーは路線バスを利用した。
セス・グリーンはドラッグを服用する青年エミルにキャスティングされていた。それは撮影当時のグリーンがテレビや映画でドラッグ中毒ではあるものの、愛嬌のある人物像を演じることで人気を博していたからである。しかし、グリーン自身は実際にドラッグを使用したことがないという。また、グリーンはドゥカヴニーの即興の演技や現場での振る舞い方に感動したと述べている。

### ポスト・プロダクション
カーターはCGで表現されたUFOに関して、「限られた予算と時間の中で製作されたものだったとはいえ、シリーズの中でも最悪のCGだった。あのころは僕たちのCG技術も拙いものだった。」「ハイテクなポンゲームのようになってしまった。」と振り返っている。特殊効果を担当したマット・ベックも「カーターとともに、UFOがよりよくなるように試行錯誤したが、うまくいかなかった。」と述べている。
本作は作曲家のマーク・スノウが初めてシリーズに携わったエピソードでもある。カーターは「第１シーズン全体を通して、製作スタッフは音楽を使いすぎることを恐れていた。アンダーソンのナレーションが挿入されたのも、FOXの重役が内容をわかりやすくするように要望してきたためである。重役が言うには、『視聴者というものは番組を視聴した後にもやもや感が残ることを好まない。最低でも番組内で何があったのかを大まかにでも知りたいものなのだ。』と。これ以降、ボイスオーバーという手法はリマインダーとして使われるようになった。」と述べている。

## 評価
1993年9月17日、FOXが本エピソードをアメリカで初放映し、1110万人（690万世帯）の視聴者を獲得した。
『エンターテインメント・ウィークリー』はハーディンの演技を称賛したが、全体としての評価はB+で、「不気味でピリピリした雰囲気の『ディープ・スロート』は、ややまとまりに欠けるものではあるが、期待できそうなもので満ちている。」としている。『オースティン・クロニクル』のエイドリアン・マルティニは「面白い内容だった。」と述べている。また、『サンホセ・マーキュリー・ニュース』は「ディープ・スロートという登場人物はテレビ史上で最も興味深いキャラクターだ。」「シーズン1第2話は奇奇怪怪ではあるが、目を見張るものがある。」と高い評価を下している。
なお、本エピソードにおけるディープ・スロートの登場シーンは1999年に『エンターテインメント・ウィークリー』が選出した「1990年代のテレビ番組の名場面ベスト100」の第37位に選出されている